# ファッションイラストレーションファイル
ファッションイラストレーションファイルは玄光社が発売している日本で活躍するファッションイラストレーターを紹介するファッションイラストレーション年鑑である。
玄光社が発売しているイラストレーションファイルのファッション版。
ファッション誌や女性誌で活躍するイラストレーターばかりでなく、ファッション関連商品やファッションビルなど広告の世界にも多用されているイラストレーターを紹介。
イラストレーターの作品・詳細情報を掲載。
　
ファッション関連企業、アートディレクター、編集者向けの専門誌。